# Berdziki
Berdziki, Bierdziki (biał. Бердзікі; ros. Бердики) – wieś na Białorusi, w obwodzie grodzieńskim, w rejonie wołkowyskim, w sielsowiecie Szydłowicze. W źródłach spotykana jest także nazwa Bierdziki.
W dwudziestoleciu międzywojennym leżały w Polsce, w województwie białostockim, w powiecie wołkowyskim, do 30 grudnia 1922 w gminie Mścibów, następnie w gminie Szydłowicze.